# Simstadion Brottet
Simstadion Brottet är ett utomhusbad och en evenemangsarena i Halmstad som ägs och drivs av Halmstads kommun. Stadion ligger mellan Västra Stranden och koloniområdet Knebildstorp nära vägen mellan centrala Halmstad och Tylösand. 
Anläggningen har en 50-metersbassäng samt två mindre bassänger, varav en med vattenrutschbana. Badet har öppet under sommarhalvåret med fri entré. Bassängerna innehåller tempererat havsvatten. Till anläggningen hör dessutom ett grönområde. Simklubben SK Laxen använder Simstadion som hemmaarena under sommaren, driver en kiosk och erbjuder omklädningsrum, bastu och varma duschar mot en mindre avgift. Simstadion Brottet har varit plats för SM i simning 1999, 2007, 2011 och 2013. Vid tävlingarna 1999 slog Anna-Karin Kammerling världsrekord på 50 meter fjäril. 
Utöver simtävlingar används stadionområdet för evenemang som konserter och utställningar. Bland annat har Gyllene Tider uppträtt på platsen.  Sedan 2011 arrangeras årligen bilutställningen Halmstad Sports Car Event på Brottet, som brukar locka 300-350 utställare och cirka 10.000 besökare.

## Stenbrottet
Anläggningen har officiellt hetat Simstadion men sedan öppnandet även gått under den inofficiella benämningen Brottet vilket kom av att man på platsen tidigare brutit sten. Som en följd av detta har namnet officiellt ändrats till Simstadion Brottet.
Stenbrytningen inleddes 1837 på platsen som då kallades Kohallsklippan och bedrevs av Halmstad stenhuggeribolag som bröt gnejs. De stora stenblocken transporterades på räls från brottet ut på en numer bortspolad stenpir vid stranden varifrån de lastades på pråmar. Från och med 1910 kom det vattenfyllda stenbrottet att användas för simtävlingar. 1932 upphörde stenbrytningen helt på platsen och samma år grundades simklubben SK Laxen.